# María del Carmen Martínez Sancho
Pour les articles homonymes, voir Sancho et Martinez.
María del Carmen Martínez Sancho (Tolède, 8 juillet 1901 - Malaga, 15 octobre 1995) est une mathématicienne espagnole, elle est la première femme en Espagne à obtenir un doctorat en mathématiques. Elle est la première professeure de mathématiques à travailler dans l'enseignement secondaire en Espagne et la première femme à être nommée au conseil d'extension des études de l'université Humboldt de Berlin. Elle fait partie de l'Instituto-Escuela de Madrid et de Séville.

## Enfance et éducation
Martínez est née le 8 juillet 1901 à Tolède,. Elle est la deuxième des six enfants de la famille de José Martínez et Emilia Sancho. Son père est ingénieur et fonctionnaire, ce qui amène la famille à vivre dans plusieurs villes espagnoles avant de s'installer à Madrid. Son père tient à ce que ses enfants reçoivent leur éducation à l'Institución Libre de Enseñanza. Il croit que les garçons et les filles doivent avoir la même éducation et l'aide à terminer ses études secondaires à l'école associée Cardenal Cisneros de l'université d'Alcalá. Là, elle s'intéresse aux mathématiques et à la littérature, et ses parents l'encouragent vers les mathématiques. Martínez elle-même n'est pas satisfaite de l'école : tous les élèves obtiennent de bons résultats et il n'y a pas de critères clairs de réussite. Elle termine ses études secondaires le 1er juillet 1918. 
En 1918 elle commence à étudier en sciences à l'Université Centrale de Madrid. Au cours de la première année de son diplôme, elle a divers professeurs, dont Cecilio Jiménez Rueda (es) et Julio Rey Pastor. Tout au long de sa carrière, sa plus grande influence est Julio Rey Pastor qui lui enseigne l'analyse mathématique. Carmen obtient les meilleures notes de l'année. Alors qu'elle est encore étudiante de premier cycle, on lui demande d'enseigner à l' Instituto-Escuela de Madrid où ses frères et sœurs plus jeunes ont étudié. Elle donne des cours parallèlement à ses études universitaires. Elle obtient son diplôme le 7 décembre 1926. 
Elle commence ses études de doctorat sous la direction de José María Plans y Freyre (es) qui est la première personne à introduire la relativité en Espagne. Sa thèse s'intitule : Le concept de fonction, les fonctions continues et semi-continues, et leurs propriétés. Elle reçoit le Prix Extraordinaire de Doctorat pour sa thèse de doctorat et devient la première femme espagnole à obtenir un doctorat en mathématiques,,. 

## Carrière
En 1928, Martínez est nommée professeure de mathématiques à l'Institut supérieur de Ferrol (La Corogne). Elle devient ensuite enseignante à l' El Instituto Femenino Infanta Beatriz avec sa collègue Carmen Vielva Otorel. 

### Allemagne
Le 4 novembre 1930, le Conseil d'extension des études lui accorde une bourse de huit mois pour s'installer en Allemagne afin de poursuivre ses études sur la géométrie multidimensionnelle. Elle suit les cours donnés par Kurt Hensel à l'université de Berlin. Elle prolonge sa bourse de deux mois supplémentaires, terminant finalement son travail le 2 septembre 1932. Elle présente un projet commémoratif qui détaille les cours de Hammerstein et de Bieberbach. 

### Séville
Immédiatement après son retour d'Allemagne en Espagne, Martínez commence à enseigner à l'Instituto-Escuela. Elle décrit le séjour à Séville comme l'un des moments forts de sa carrière. Pendant son séjour à Séville, elle rencontre Alberto Meléndez, qui devient son mari et le père de son enfant, Alberto Meléndez Martínez. 
Martínez déménage à l'Institut Murillo. Elle enseigne la première, la troisième et la cinquième année en 1938 et est promue professeure en 1939. Martínez organise une campagne au sein de l'Institut pour construire une cantine pour fournir de la nourriture aux étudiants défavorisés. Sa campagne souffre en raison de la montée du franquisme. Son collègue du lycée Patricio Peñalver Bachiller, professeur et doyen de la Faculté des sciences de l'université de Séville, l'encourage à postuler pour un poste de professeur. Elle est nommée professeure de mathématiques en 1957. 

### Retour à Madrid
Martínez prend sa retraite de l'Institut Murillo en 1974, retourne à Madrid et enseigne les mathématiques à l'école Jesús María de Vallecas. Encore une fois, elle fait des efforts pour engager des étudiants de faible statut socio-économique. 
En reconnaissance de son travail d'enseignante, la mairie de Séville nomme l'une de ses rues du quartier de Santa Justa en son honneur.